# Krysta Rodriguez
Krysta Anne Rodriguez (Orange, 23 luglio 1984) è un'attrice e cantante statunitense.

## Biografia
Ha recitato in diversi musical a Broadway e nel resto degli Stati Uniti, tra cui: Bye Bye Birdie (New York, 2004), Good Vibrations (Broadway, 2005), The Boy Friend (Tour statunitense, 2005), A Chorus Line (Broadway, 2006), Spring Awakening (Broadway, 2007 e 2015), In the Heights (Broadway, 2008), The Addams Family (Broadway, 2010, interpretando Mercoledì Addams), First Date (Broadway, 2013) e Into the Woods (Broadway, 2022).

## Filmografia

### Cinema
- The Virginity Hit, regia di Huck Botko e Andrew Gurland (2010)
- Wishin' and Hopin', regia di Colin Theys (2014)
- My Bakery in Brooklyn - Un pasticcio in cucina (My Bakery in Brooklyn), regia di Gustavo Ron (2016)
- Killing Diaz, regia di Cameron Fife (2018)

### Televisione
- Colby's Clubhouse - serie TV, 21 episodi (1984-1990)
- Gossip Girl - serie TV, episodio 2x06 (2008)
- Iceland, regia di Will Gluck (2011) - film TV
- Stalking - La storia di Casey (Shadow of Fear), regia di Michael Lohmann (2012) - film TV
- It Could Be Worse - serie televisiva, 2 episodi (2013)
- Smash - serie TV, 13 episodi (2013)
- Ian - serie TV, 2 episodi (2014)
- Married - serie TV, episodio The Gateway (2014)
- Inside Amy Schumer - serie TV, episodio 80s Ladies (2015)
- Chasing Life - serie TV, 4 episodi (2015)
- The Mysteries of Laura - serie TV, episodio The Mystery of the Cure for Loneliness (2015)
- Younger - serie TV, episodio Last Days of Books (2016)
- Trial & Error - serie TV, 13 episodi (2017)
- Quantico - serie TV, 3 episodi (2017)
- Indoor Boys - serie TV, 2 episodi (2018)
- Daybreak - serie TV, 10 episodi (2019)

## Doppiatrici italiane
Nelle versioni in italiano delle opere in cui ha recitato, Krysta Rodriguez è stata doppiata da:
- Rossa Caputo in Trial & Error
- Letizia Ciampa in Quantico
- Domitilla D'Amico in Daybreak

## Televisione
- Late Show with David Letterman - trasmissione televisiva, episodio 17x117 (2010)
- Late Night with Seth Meyers - trasmissione televisiva, episodio Gov. Sarah Palin/David Tennant/Holly Holm/Spring Awakening/Brian Chase (2015, non accreditata)

## Teatro (parziale)
- Bye Bye Birdie, New York City Center di New York (2004)
- The Boy Friend, tournée statunitense (2005)
- Spring Awakening, Eugene O'Neill Theatre di Broadway (2006)
- A Chorus Line, Gerald Schoenfeld Theatre di Broadway (2007)
- In the Heights, Richard Rodgers Theatre di Broadway (2008)
- La famiglia Addams, Lunt-Fontanne Theatre di Broadway (2010)
- Spring Awakening, Brooks Atkinson Theatre di Broadway (2015)
- A Chorus Line, Hollywood Bowl di Los Angeles (2016)
- Into the Woods, Saint James Theatre di Broadway (2022)